# Jana Jegorjan
Jana Karapetovna Jegorjan (ryska: Яна Карапетовна Егорян; armeniska: Յանա Կարապետի Եգորյան: Jana Karapeti Jegorjan), född den 20 december 1993 i Jerevan i Armenien, är en rysk fäktare. 
Vid olympiska sommarspelen 2016 i Rio de Janeiro tog hon guldmedaljer i den individuella tävlingen i sabel och i lagtävlingen.